# Национальная жандармерия (футбольный клуб)
«Национальная жандармерия» (фр. Union Sportive de la Gendarmerie Nationale) — нигерский футбольный клуб из города Ниамей. Выступает в чемпионате Нигера. Основан в 1996 году. Домашние матчи проводит на стадионе Сейни Кунче. Цвета команды — белый и синий.

## История

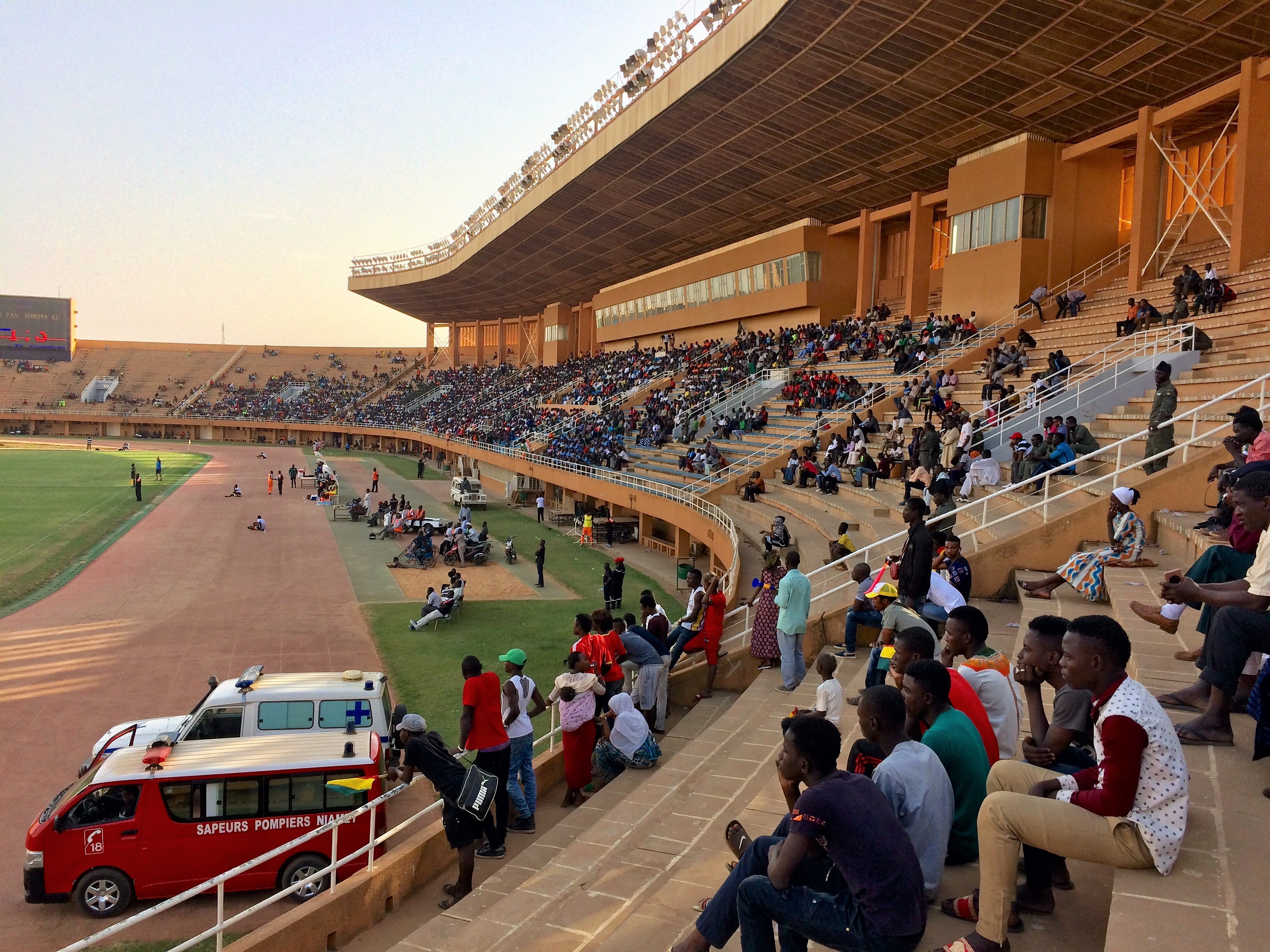
Стадион Сейни Кунче является домашней ареной команды

Команда основана в 1996 году. С сезона 2012/13 «Национальная жандармерия» беспрерывно играет в чемпионате Нигера. Футболисты клуба доходили финала Кубка Нигера (в 2014, 2015 и 2019 года). В 2019 году «Национальная жандармерия» уступила в игре за Суперкубок Нигера «СОНИДЕПу» (0:2). По ходу сезона 2019/20 команда лидировала в чемпионате, однако турнир был отменён Нигерской федерацией футбола из-за пандемии COVID-19. В следующем сезоне 2020/21 «Национальной жандармерии» удалось оформить золотой дубль, выиграв чемпионат и Кубок. За победу в Кубке клуб получил 5 миллионов африканских франков от президента Нигера Мохамеда Базума.
На всеафриканском уровне команда дебютировала в сезоне 2019/20 в рамках Кубка Конфедерации КАФ в предварительном этапе против ливийского «Аль-Иттихада» (1:3 по сумме двух матчей). В следующем сезоне «Национальная жандармерия» смогла преодолеть предварительный этап, обыграв малийский «Елен Олимпик» (2:1 по сумме двух матчей). Тем не менее в следующем этапе команда уступила алжирской «Кабилие» (1:4). В главном африканском клубном турнире — Лиге чемпионов КАФ клуб впервые сыграл в сезоне 2021/22. В первом раунде «Национальной жандармерии» удалось сломить сопротивление бурундийского «Ле Мессажера» (2:1 по сумме двух матчей), а уже в следующем раунде клуб уступил египетскому «Аль-Ахли» (2:7 по сумме двух матчей).

## Достижения
- Чемпион Нигера: 2020/21
- Обладатель Кубка Нигер: 2020/21
- Финалист Кубка Нигера (3): 2013/14, 2014/15, 2018/19

## Известные игроки
В данный список включены футболисты, выступавшие за национальную сборную Нигера в международных турнирах.
Чемпионат африканских наций 2016
- Умару Сумаила

Чемпионат африканских наций 2020
- Абдул Мумуни
- Абдул Разак Сейни
- Исмаил Махмаду
- Умару Сумаила
- Исса Джибрилла

## Главные тренеры
- Ибрагим Закаряу (2020—н. в.)[10]

## Статистика
| Сезон   | Дивизион               | Место в чемпионате              | И                               | В                               | Н                               | П                               | ГЗ                              | ГП                              | О                               | Кубок                           | Примечание |
| ------- | ---------------------- | ------------------------------- | ------------------------------- | ------------------------------- | ------------------------------- | ------------------------------- | ------------------------------- | ------------------------------- | ------------------------------- | ------------------------------- | ---------- |
| 2010/11 | Чемпионат Нигера       | 14 из 16                        | 30                              | 6                               | 8                               | 16                              | 25                              | 40                              | 26                              |                                 | [ 11 ]     |
| 2011/12 | Второй дивизион Нигера |                                 |                                 |                                 |                                 |                                 |                                 |                                 |                                 |                                 | [ 12 ]     |
| 2012/13 | Чемпионат Нигера       | 6 из 14                         | 24                              | 11                              | 8                               | 5                               | 26                              | 18                              | 41                              | 1/8 финала                      | [ 13 ]     |
| 2013/14 | Чемпионат Нигера       | 7 из 14                         | 26                              | 11                              | 6                               | 9                               | 27                              | 25                              | 39                              | Финалист                        | [ 14 ]     |
| 2014/15 | Чемпионат Нигера       | 10 из 14                        | 28                              | 7                               | 8                               | 11                              | 33                              | 32                              | 29                              | Финалист                        | [ 15 ]     |
| 2015/16 | Чемпионат Нигера       | 5 из 14                         | 26                              | 9                               | 13                              | 4                               | 38                              | 25                              | 40                              |                                 | [ 16 ]     |
| 2016/17 | Чемпионат Нигера       | 2 из 14                         | 26                              | 15                              | 1                               | 10                              | 36                              | 24                              | 46                              | Полуфинал                       | [ 17 ]     |
| 2017/18 | Чемпионат Нигера       | 5 из 16                         | 30                              | 14                              | 5                               | 11                              | 36                              | 29                              | 47                              |                                 | [ 18 ]     |
| 2018/19 | Чемпионат Нигера       | 6 из 14                         | 26                              | 10                              | 5                               | 11                              | 27                              | 27                              | 35                              | Финалист                        | [ 19 ]     |
| 2019/20 | Чемпионат Нигера       | отменён из-за пандемии COVID-19 | отменён из-за пандемии COVID-19 | отменён из-за пандемии COVID-19 | отменён из-за пандемии COVID-19 | отменён из-за пандемии COVID-19 | отменён из-за пандемии COVID-19 | отменён из-за пандемии COVID-19 | отменён из-за пандемии COVID-19 | отменён из-за пандемии COVID-19 | [ 20 ]     |
| 2020/21 | Чемпионат Нигера       | 1 из 14                         | 26                              | 17                              | 7                               | 2                               | 46                              | 20                              | 58                              | Победитель                      | [ 21 ]     |
| 2021/22 | Чемпионат Нигера       |                                 |                                 |                                 |                                 |                                 |                                 |                                 |                                 |                                 | [ 22 ]     |